# Tchevakata Vologda
Maillots
Le BK Tchevakata Vologda (russe : Баскетбольный клуб Вологда-Чеваката) est un club féminin russe de basket-ball  évoluant dans la ville de Vologda et participant à la Superligue de Russie.

## Historique
Durant la saison 2010-2011, le club s'est fait éliminer de l'Eurocoupe par Arras Pays d'Artois Basket Féminin en demi-finale.

## Joueuses célèbres ou marquantes
Olga Yakovleva meurt lors d'un entraînement, à Youjne. Elle s'est noyée dans l'établissement où résidait son club. Elle avait 24 ans.